# Diedro (arrampicata)

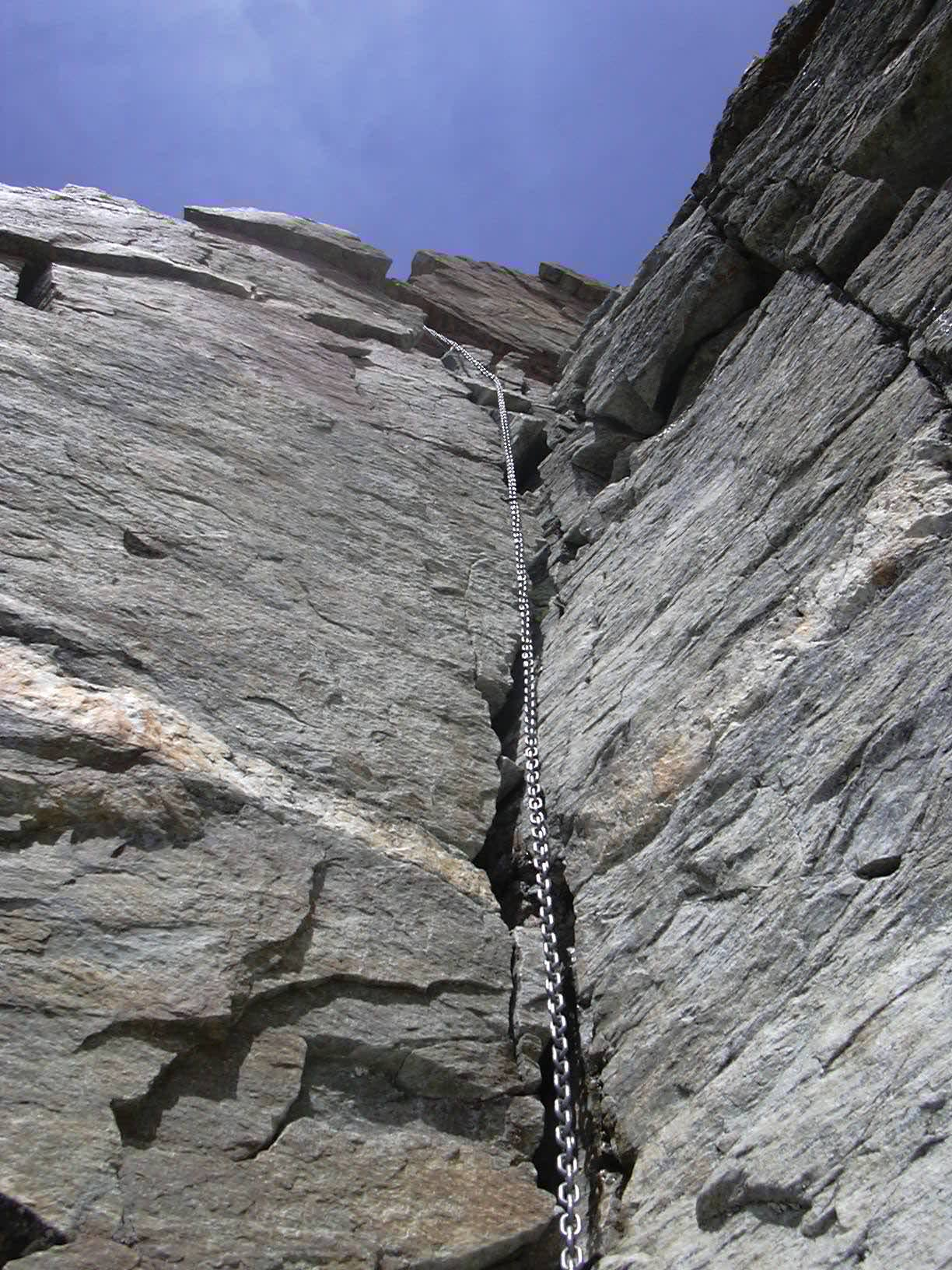
Il Diedro Cheminée, cresta del Leone via normale del versante Italiano del Cervino (ripreso pochi giorni prima del suo crollo).

In montagna e in arrampicata, il diedro è una conformazione rocciosa costituita dall'incontro tra due piani diversi di roccia, che formano un angolo di ampiezza variabile (diedri chiusi, diedri aperti,...). Assomiglia idealmente ad un libro parzialmente aperto.